# Charles Scott
Charles Hubert Scott (Dedham, 27 ottobre 1883 – Bowdon, 7 novembre 1954) è stato un giocatore di lacrosse britannico, vincitore di una medaglia d'argento nel lacrosse maschile a squadre ai Giochi della IV Olimpiade.

## Palmarès
In carriera ha conseguito i seguenti risultati:
- Giochi olimpici

Londra 1908: argento nel lacrosse maschile a squadre.